# بين كوروكي
بين كوروكي (بالإنجليزية: Ben Kuroki)‏ هو صحفي أمريكي، ولد في 16 مايو 1917 في غوثينبورغ في الولايات المتحدة، وتوفي في 1 سبتمبر 2015 في كاماريلو في الولايات المتحدة.